# Villa Vennely
Call girl centralen "Villa Vennely", ofte forkortet til blot Villa Vennely, er en film instrueret af Poul Nyrup efter manuskript af Poul Nyrup og Klaus Scharling Nielsen.

## Handling
Villa Vennely er en nydelig ejendom i et pænt borgerligt kvarter, men indendøre hersker d'herrer Boss og Plovmand, der lader villaen fungere som bordel (og ikke, trods filmtitlen, som callgirl central), hvor et antal prostituerede kvinder mod betaling "betjener" villaens mandlige gæster, kaldet "tyrene".